# Население Карафуто
В 1905 году российское население острова Сахалин достигло порядка 46 000 человек, что было значительно больше 28 000, зарегистрированных по первой всероссийской переписи 1897 года. Из них около 35 000 были русскими, около 2 000 составляли представители коренных народов (нивхи, эвенки, айны и ороки), а остальные были представителями других национальностей. Наибольшей пестротой отличался национальный состав юга острова, где помимо русских и украинцев проживали как принявшие российское подданство айны, тунгусы, татары, немцы, поляки, так и иностранцы — китайцы, корейцы  и японцы (последних насчитывалось около 750 человек). Русско-японская война и раздел острова на две части резко изменили динамику населения острова. Начались массовые миграции населения между северной и южной частями, между островом и материком, а также между Южным Сахалином и Японией.

## Общая динамика

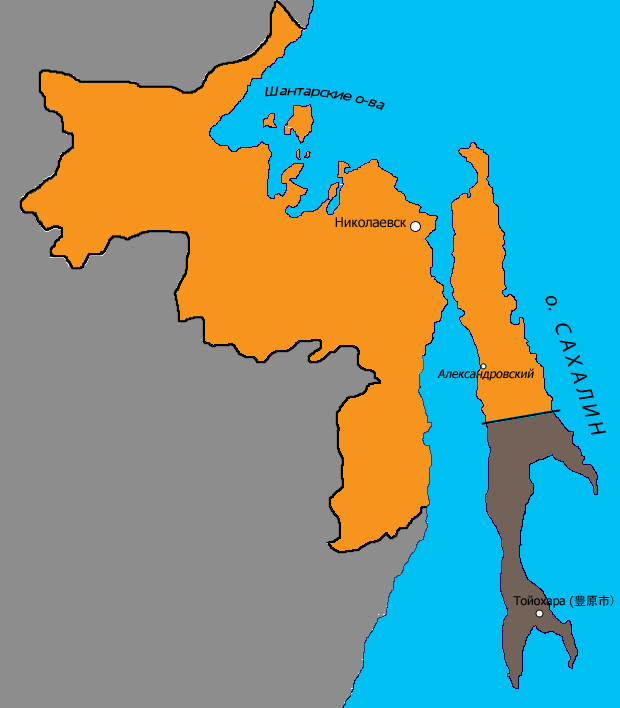
Территория Сахалинской области и Японского Карафуто в 1914—1920 годах

К концу 1905 года на Северном Сахалине оставалось всего 5,5 тыс. человек, к 1913 году население восстановилось до 10,4 тысячи человек (из которых 2,3 тысячи человек были представителями народностей Севера и 869 иностранцами). На Южном Сахалине зимой 1905 года осталось порядка 2,5 тыс. (2,0 тыс. японских военных и 0,5 тыс. не успевших или не пожелавших эвакуироваться российских граждан).
В 1907 году в Карафуто насчитывалось 20,5 тыс. жителей, а в 1913 году - уже 42,6 тыс. Всего же за первые 15 лет колонизации японское население Карафуто возросло более чем в 20 раз, составив к 1920 году 105,9 тыс. человек. Привлечение новых переселенцев велось не только в Японии, но также, в том числе насильственно, в Корее. К 1940 году численность корейцев составляла примерно 4% от общей численности населения Карафуто.

## Японская администрация
По Портсмутскому договору Япония получила контроль над 72 российскими населёнными пунктами из 136 существовавших на острове. Большинство российских подданных предпочло покинуть японскую часть острова в спешном порядке. Несмотря на то что российско-японский договор формально гарантировал имущественную и религиозную неприкосновенность всех тех, кто пожелал остаться, при условии принятия ими японского гражданства, на деле имущественные права нарушались, так как новая японская администрация считала, что бывшие российские граждане Южного Сахалина получили во владение лучшую собственность, чем та, которую смогли приобрести немногочисленные граждане Японии, проживавшие в Российской империи. В результате к весне 1906 года в Южном Сахалине оставалось не более 500 бывших российских подданных, из них лишь около 200 человек были этническими русскими.  Массовое бегство российских граждан на материк привело к обезлюдению не только Южного, но и Северного Сахалина. По всему острову несколько лет бродил безхозный скот, отмечались случаи мародёрства и грабежей «на больших дорогах». Демография Карафуто, а вместе с ним и всего Сахалина, подверглась существенным изменениям.
За годы японского правления общая численность жителей Карафуто увеличилась с 2,0 до 391,0 тысяч человек, благодаря чему в 1943 году Карафуто утратил свой статус колонии и был интегрирован в состав собственно Японии, став «внутренней японской территорией».

### Национальный состав
| Национальный состав Карафуто, 1945 год, перепись | Национальный состав Карафуто, 1945 год, перепись | Национальный состав Карафуто, 1945 год, перепись | Национальный состав Карафуто, 1945 год, перепись | Национальный состав Карафуто, 1945 год, перепись |
| ------------------------------------------------ | ------------------------------------------------ | ------------------------------------------------ | ------------------------------------------------ | ------------------------------------------------ |
| японцы                                           |                                                  |                                                  | 91.7 %                                           |                                                  |
| корейцы                                          |                                                  |                                                  | 6.0 %                                            |                                                  |
| русские                                          |                                                  |                                                  | 0.1 %                                            |                                                  |
| другие                                           |                                                  |                                                  | 2.2 %                                            |                                                  |

| Национальный состав, тыс. чел. | 1905 г., оценка | 1920, перепись | 1940 г., оценка | 1945 г, перепись |
| Японцы                         | 2,0             | 101,3          | -               | 358,5            |
| Корейцы                        | 0,1             | 0,9            | -               | 23,5             |
| Русские                        | 0,2             | 0,1            | 0,2             | 0,2              |
| Северные народы                | 0,2             | -              | -               | 0,9              |
| Прочие                         | 0,1             | -              | -               | 7,8              |

## Японцы
Япония развернула активную колонизацию острова, главную демографическую роль в котором должны были играть японцы. Численность японцев на Карафуто за 40 лет японского правления росла стремительными темпами, увеличившись с 747 до 358 500 человек. Если к началу Русско-японской войны в Российском Сахалине проживало всего 747 лиц японской национальности, то зимой 1905 года на острове находилось уже  2 000 японцев (включая военных). В первый сезон гражданской навигации 1906 года на острове поселилось 10 049 японцев, не считая сезонщиков. Из них 5 861 человек осели в Отомари и 4 188 — в Маоке. Всего за два года японское население Карафуто возросло в десять раз. К концу 1907 года численность японского населения на острове превысила 20 тысяч человек, к концу 1910 года — 31,0 тыс., а к 3 сентября 1920 года достигла 101 329 человек, что в несколько раз превысило население российской части острова. В апреле 1920 года, воспользовавшись последствиями октябрьской революции, японские войска приступили к оккупации и российской части острова, перейдя 50-ю параллель. На 15 октября 1920 года 1 413 русских, 609 корейцев и 274 китайцев оказались под властью японской армии. К началу 1925 года статус «новых иностранцев» в целом получили 7139 северных сахалинцев. Японский режим в целом отличался жёсткой политикой дискриминации этнически неяпонского населения, что выражалось в насаждении японского языка, дискриминации на рынке труда и конфискации имущества иностранцев.

## Русские

Японская открытка: Русская церковь в селе Лесогорском (Наёсси) префектуры Карафуто. Перед церковью японцы с русскими женщинами и детьми, 1910-е годы

Еще до заключения мирного договора в Портсмуте 5 сентября 1905 года, японские военные начали депортацию русского населения с оккупированного юга острова.  Первая группа российских подданных  в количестве около 3 000 человек была высажена на японских пароходах в порту Де-Кастри 7 августа 1905 года. 18 августа туда же депортировали еще 2 000 человек. Многие бежали сами. 28 августа японцы попытались высадить в Де-Кастри очередную партию в 1 600 человек, но были остановлены российской охраной побережья. Мирный договор положил конец насильственным депортациям, поэтому оставшееся русское население проживало в Карафуто на протяжении всего периода его существования. После резкого падения в годы войны, его численность стабилизировалась  на низком уровне. Большинство из 300 оставшихся русских проживало в нескольких населённых пунктах. Так, во Владимировке оставалось около 60 человек, в Малом и Большом Такоэ — порядка 70, в Дубках — около 30 человек, в Кусунае — 13 человек. В селении Маока зимовать осталось около 40 российских подданных, не успевших покинуть остров. Русские семьи в большинстве своём жили натуральным хозяйством, выпечкой и продажей хлеба. Японская администрация способствовала дальнейшей маргинализации русского меньшинства. Бывшие русские школы были превращены в японские, в качестве иностранного языка в японских школах был введён английский, поэтому к концу японского правления практически все оставшиеся в Карафуто русские были безграмотны.

### Динамика численности этнических русских в Карафуто по данным переписей
| Русские, человек | 1906 г., оценка | 1907 г., перепись | 1920, перепись | 1940 г., перепись |
| Русские          | 300             | 208               | 100            | 206               |

## Корейцы и китайцы

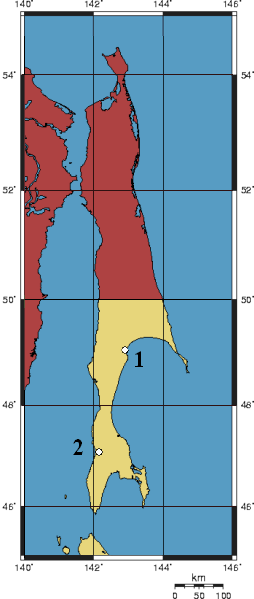
Приблизительное местоположение японских расправ над корейцами в Карафуто
1: Сикука, возле Камисикука (上敷香)
2: Маока, возле села Мидзухо (Пожарское)(瑞穂村)
СССР
Японская империя

За годы японской власти наиболее многочисленным меньшинством на острове стали этнические корейцы. Их численность росла как за счёт добровольной трудовой иммиграции из Кореи, которую на тот момент также контролировала Япония, так и за счёт принудительного завоза корейских рабочих японскими предпринимателями, чиновниками и военными в качестве дешёвой рабочей силы для работы на объектах повышенной важности. Быстро превратившись в самую крупную неяпонскую общину, корейцы стали главным объектом жесточайшей дискриминации. Им было запрещено говорить на родном языке, носить корейские имена, основывать корейские школы. Непослушных и подозрительных японские власти ссылали в «такобее», представлявшие собой каторжные зоны строжайшего режима и усиленной трудовой нормы, где многие из них погибли. 18 августа произошёл расстрел в Камисикуке. Наконец, в августе 1945 разъярённые японцы уничтожили всех жителей корейской деревни Мидзухо. Советские власти позволили корейцам принять гражданство СССР поскольку, утратив власть над Кореей, японское правительство отказалось предоставить корейцам японское гражданство, равно как и оплачивать расходы на их транспортировку куда бы то ни было. В похожем положении оказалась и небольшая китайская община Карафуто.

## Коренные народы
Политика японских властей в отношении коренных народов также имела ярко выраженный ассимиляторский характер. При этом если образовательные и культурные нужды русского и корейского меньшинств власти сознательно игнорировали, то японизация коренного населения носила чётко продуманный планомерный характер. Начиная с 1909 года в Карафуто стали открываться пункты, а затем и целые начальные школы для обучения аборигенов (айны, нивхи, ороки) японскому языку, а также различным трудовым и учебным навыкам счета и письма.  Особое внимание уделялось айнам. Сначала для всех проживающих на острове айнов было создано восемь резерваций, на территории которых находилось 10 населённых пунктов. За успехи в интеграции, в 1933 году айнам Карафуто было позволено вступить в японское подданство. Ввиду этого после 1945 большинство из айнов, как японские граждане, были вынуждены покинуть расформированную провинцию вместе с другими гражданами Японии, высланными из Сахалина. Из 1 159 айнов в СССР осталось только около 100.

## Эвакуация и репатриация
По данным текущей статистики, на 1 июля 1945 года население Карафуто составляло 391 007 человек, из них — 204 088 мужского пола и 186 919 женского. Населениe старше 15 лет составляло 254 007 чел., детей до 15-летнего возраста было учтено 137 000 чел. В период активных военных действий с 11 по 25 августа 1945 года значительная часть населения, особенно женщин и детей, была эвакуирована в Японию, в основном на Хоккайдо. После того как СССР прекратил транспортное сообщение с Японией, на территории бывшего Карафуто оставалось 290 170 человек, в том числе 277 649 японцев, 27 098 корейцев, 406 айнов, 288 ороченов, 103 китайца, 97 русских-старопоселенцев, 81 эвенков, 27 поляков, 24 нивхa, 11 нанайцев и проч. Этнических корейцев Япония лишила своего гражданства после утраты контроля над Кореей. После того как сахалинским японцам стало известно о бесперспективности возвращения Карафуто в состав Японии, абсолютное большинство приняло сознательное решение добровольно покинуть СССР. Для предотвращения экономического коллапса и полного запустения юга острова, большинству корейцев было позволено принять советское гражданство. Кроме того, в край начали активно прибывать переселeнцы с континента. По мере репатриации подданных Японии и граждан КНДР, на юг Сахалина и Курильские острова прибывали граждане СССР. Если к октябрю 1946 года насчитывалось 70 тыс. советских жителей (в том числе свыше 3,5 тыс. на Курилах), то к 1949 году их было уже более 450 тыс. человек. После завершения репатриации японских граждан к 10 июня 1949 года на острове пожелало остаться 469 бывших взрослых граждан Японии и с ними детей до 16 лет в количестве 187 человек. Кроме этого, на Сахалине продолжали оставаться 287 осужденных или репресcированных японцев, последний из которых должен был отбывать срок заключения до 1974 года.